# تقييم بديل
تقييم بديل يندرج التقييم البديل تحت عدد متنوع من المفاهيم الأخرى، وتشمل:
- التقييم الموثوق
- التقييم التكاملي
- التقييم الشامل

## نبدة
يعتبر "التقييم البديل" في علم التربية نقيضا مباشرا لما يعرف "بالاختبار التقليدي" أو "التقييم
التقليدي" أو "التقييم المعياري".التقييم البديل هوعمليّة مُنظمة مبنيّة على القياس يتم بواسطتها اصدار حُكم على الشيئ المُراد قياسَهُ في ضوء ما يحتوي من الخاصيّة الخاضعة للقياس. أمّا في التربية تعني عمليّة التقييم بالتعرف على مدى ما يتحقق لدى الطالب من الأهداف المُخطط لها واتخاذ القرارات بشأنها،   ويعنى أيضاً بمعرفة التغيّر الحادث في سلوك الطالب وتحديد درجة ومقدار هذا التغيّر.التقييم البديل يُوَفِّر للطلاب والمعلمين  التغذية الراجعة والفُرص التي تمكّنهم من مُراجعة أدائهم وأعمالهم،  کما أنه يزود المعلمين بمعلومات دقيقة حول فهم المتعلم کيفية تطبيقه للمعرفة التي اکتسبها خلال عملية التعلم بالإضافة إلى تقديمه بيانات ومعلومات مهمّة عن أداء المتعلمين  تؤثر إيجاباً في عمليّة التعليم وتطوير المناهِج.

## أنواع التقييم البديل
هنالك أنواع للتقييم وقياس تحصيل الطلاب وأدائهم :
1- التقليدي
2-الحديث
التقليدي كان سائد وبسيط حيث كان يُقاس لأنواع مُحدّدة ما، الاسئلة النظريّة التي تعتمد في أغلبها على الورقة والقلم وتجعل قياسها للتحصيل في أدنى مستوياتهِ هدفاً وغايةً، حيثحيث أنّها تُعتَبر مُرادف للامتحانات والاختبارات الروتينيّة وينتج عنها تأثيرات سلبيّة وتخلف عمليات القياس ولا تعبّرعن واقع عمليّة التعليم، ولا تُفيد في مُراقبة التقدم الدراسي ومتابعة نمو الطلاب.
الحديث أو ما يُسمى بالواقعي أو الحقيقي وهو التقويم الذي يعكس إنجازات المتعلم و يقيسها في مواقف حقيقيّة فهو تقويم يجعل الطلاب ينغمسون في مهمات ذات قيمة ومعنى بالنسبة لهم فتبدو نشاطات تعلّم يُمارس فيها الطلاب مهارات التفكير العُليا ممّا يُطور لديهم القُدرة على التفكير التأملي الذي يُساعدهم في مُعالجة المعلومات ونقدها وتحليلها،  فهو يوثق الصلة بين التعلّم والتعليم بما يُساعد الطالب على التعلّم مدى الحياة.
أهمها :
أ- ملفات التلاميذ التراكُميّة (portfolio)
• يعتبر من أحدث التوجهات التربوية في تقويم المتعلمين ؛ حيث تجمع أعمال الطالب اليومية والأسبوعية والشهرية في كل مادة على حدة، وتجمع في الملف أعمال الطالب لجميع المواد.
• يعتبر دراسة طولية للطالب يسهل من خلالها معرفة مستوى الطالب على مدار فصل أو عام دراسي في مادة معينة أو جميع المواد.
• يتضمن أعمال الطالب في كثير من الجوانب اللغوية والعلميّة والرياضيات والفنية والاجتماعية وبالتالي يعطي صورة متكاملة عن جوانب متعددة في شخصية الطالب.
• يتيح الفرصة لكل المعلمين الذين يعلمون الطالب بالاطلاع على أعمال الطالب في كافة المواد الدراسية وبالتالي يمكن للمعلم تكوين صورة أفضل عن مستوى الطالب عنده،  وتغيير استراتيجية التدريس أو التقويم معه إن كان الطالب ضعيفاً في مادته فقط .
• ينسجم ملف إنجاز الطالب مع مبادئ النظرية البنائية في أن الطالب يبني معرفته بنفسه.
ب - بنوك الأسئلة.
ج- التقويم المدار بالحاسوب.
د - التقويم عبر الانترنت . (تعريف)

## أهداف التقويم التربوي البديل
إذا كان الهدف الرئيسي من عملية التقييم هو تحسين عملية تعلم الطالب بما يحقق أهداف البرنامج ورسالة المؤسسة التعليمية، فإن هناك أهداف أخرى تستخدم لتحقيق جملة أهداف أخرى تختلف باختلاف الجهة التي تحتاج إلى نتائج التقييم، مثل أصحاب القرار والمعلمين والطالب وأولياءهم ومن بين هذه الأهداف ما يلي:
1- المكافآت والجزاءات والممارسات المختلفة.
2 - توجيه الموارد.
3- تحديد الأولوية ونقاط القوة والضعف في البرنامج وخُطة العمل.
4-  تخطيط وتحسين البرنامج.
5- الحصول على الاعتماد.
6 - التشخيص وتحديد أهداف الفرد ورصد تقدمه ومنح الدرجات.
7- تحفيز الطالب وتحديد مسؤولية المؤسسة التعليمية.
8-  اتخاذ القرارات التعليمية والمهنيّة.

## استراتيجيات التقييم البديل
التقييم التربوي يتضمَّن استراتيجيات تقييم حديثة قائمة على أُسُس علميّة ومنهجيّة،  ترتكز على حقيقة وواقع ما تعلَّمهُ الطلاب بشكل يضمَن جودة العملية التربوية،  منها :
- إستراتيجية التقييم المعتمد على الأداء : حيث تتيح هذه الأستراتيجية للطالب توظيف المهارات التي تعلموها في مواقف حياتية جديدة تحاكي الواقع،  موضحة مدى إتقانه لما تعلموه في ضوء النتاجات التعليمية المراد إنجازها، إن هذه الاستراتيجية بما تقدمه من تقويم متكامل ومباشر تتيح للطالب لعب دور ايجابي في تقييم المهارات المعرفية والأدائية والوجدانية التي يمتلكها، ومشاركة المعلم بوضع معايير تقويم الأداء ومستوياته.
- إستراتيجية التقييم بالورقة والقلم : تُعد الأختبارات بأنواعها المختلفة عماد هذه الاستراتيجية وركيزته بما تقدمه من أدوات تمكن المعلم من قياس قدرات الطلاب ومهاراتهم في مجالات محددة تظهر مستوى امتلاكهم المهارات الأدائية والعقلية المتضمنة في النتاجات التعليمية محتوى دراسي تعلموه، وتكمن أهمية هذه الأستراتيجية فيما تقدمه للمعلم من معرفة نقاط القوة ونقاط الضعف في أداء الطالب وقياس مستوى تحصيله.
- إستراتيجية الملاحظة : تُعَد إستراتيجية التقييم المعتمد على الملاحظة ضمن أنواع التقييم النوعي الذي يدوّن فيه سلوك الطلاب بهدف التعرف على اهتماماتهم وميولهم واتجاهاتهم وتفاعلهم مع بعضهم البعض، بقصد الحصول على معلومات تفيد في الحكم على آرائهم وفي تقييم مهاراتهم وقيمهم وأخلاقياتهم وطريقة تفكيرهم، إن وعي المعلمين بهذه الاستراتيجية تساعدهم في الحصول على كم من المعلومات النوعية تمدهم بدرجة عالية من الثقة عند اتخاذ القرار والشمولية في تقييم نتاجات التعليم.
-  استراتيجية التقييم بالتواصل : تقوم هذه الإستراتيجية على جمع المعلومات من إرسال واستقبال الأفكار بشكل يمكن المعلم من معرفة التقدم الذي حققه المتعلم
-  إستراتيجية مراجعة الذات : تقوم هذه الأستراتيجية على تحويل التعلم السابق إلى تعلم جديد وذلك بتقييم ما تعلمه الطالب من خلال تأمله الخبرة السابقة وتحديد نقاط القوة والنقاط التي بحاجة إلى تحسين وتحديد ما سيتم تعلمه لاحقاً،   لذا تعد هذه الأستراتيجية مُكونا أساسيًّا للتعلم الذاتي بما تقدمه للمتعلم من فرصة حقيقية للتعرف على مهاراته المتعددة والمتمثلة في مهارات التفكير الناقد ومهارات التفكير العليا وحل المشكلات.
على الرغم من الأساليب والفلسفات المُتعددة التي وردت بشأن التقييم البديل،  إلا أنها تتفق جميعها على الهدف الأساسي من التقييم البديل وأساليبه المتنوعة،  في التقييم يكون أصيلاً أو واقعيا ًاذا قام الطلاب بأداء مهام مفيدة وذات معنى ودلالة،  وهذه المهام التقييمية تكون مماثلة لأنشطة المتعلم، وليست اختبارات تقليدية،  وتتطلب مهارات تفكير عُليا واحتواء نطاق واسع من المعرفة،  وتخبر الطلاب بقيمة الأعمال الجيدة،  وذلك بتحديد المحاكات التي تستند إليها في الحُكم على مستوى جودة هذه الأعمال،  التقييم التربوي يُعد من المفاهيم المُتسعة،  حيث يشمل أنواعاً مختلفة  من أساليب التقييم التي تتطلب من المتعلم أن يظهر كفاءته المختلفة،  ومهاراته، ومعارفه بتكوين أوإنشاء استجابات،  أو ابتكار نتاجات،  لذلك يفضّل النظر إلى التقييم البديل على أنه متصل بالأساليب أو الصيغ التي تتراوح بين استجابات بسيطة مفتوحة يكتسبها المتعلم، وتوضيحات شاملة،  وتجمعات من الأعمال المتكاملة للمتعلم عبر الزمن. 
فبدلا من الاختبارات الموضوعية أوالمقالية التي تبحث عن إجابات معينة أو معارف يجب على
الطلاب استذكارها بطريقة نمطية، يستطيع الطلاب تطبيق تلك المعارف بطرق جديدة وبديلة.
ومن الأمثلة على ذلك أن يقوم الطلاب بكتابة الشعر في مادة الفنون اللغوية، والتمثيل في
مسرحية مادة المسرح، أو القيام بإجراء محاكمة افتراضية في مادة عن النظام الحكومي، في حين
يمكن تقييم أداء الطلبة عبر نماذج التقييم)روبريكس (، والتي يمكن إستخدامها أيضا في تقديم
التغذية الراجعة للطلبة ولأصحاب الشأن.
يُستخدم التقييم البديل في بعض الأحيان كإجراء بديل للطلاب غير القادرين على الخضوع لنظام
التقييم الذي يسير على معظم الطلاب، ويرجع سبب ذلك عموما إلى إصابتهم بالإعاقة.
بداية، يعتبر التقييم البديل في الأساس نوعا من أنواع التقييم المرحلي. يتم جمع مواد التقييم البديل
المختلفة في ملف إنجاز الطالب أثناء المساق أو البرنامج الدراسي ويتم تحويلها إلى ملف يقدم
لمحة عامة عن أداء الطالب، من أجل إعداد التقييم الختامي في نهاية المساق أو البرنامج
الدراسي.

## التقييم
التقييم المعتمد على ملف الإنجاز كنوع من أنواع التقييم البديل:
يمكن تنظيم ملفات الإنجاز من خلال التركيز التقدم الذي أحرزه الطالب أوالمحتوى أو المواضيع
التي تم تغطيتها. هناك ثلاث أهداف رئيسية لملفات الإنجاز. يضم الهدف الأول التقييم والتقويم،
تقييم الأداء وإنجازات الطلاب، تحديد نقاط القوة النمائية ومجالات العمل المستمر. أما بالنسبة
للهدف الثاني فهو يتمثل في التقييم الذاتي وتكوين الانطباع، حيث يستطيع الطلاب رصد التقدم
الذي حققوه والاعتماد على انفسهم في التعلم. أخيرا، يمكن استخدام ملفات الإنجاز كوسيلة لنقل
التقدم الذي حققه الطلاب، حيث يمكن عرض ذلك التقدم وتلك الإنجازات على الوالدين.
يعتمد نوع ملف الإنجاز المستخدم على الهدف الذي يرجى تحقيقه والشيء الذي سيتم استخدامه
من أجله. فعلى سبيل المثال، يتم استخدام ملفات إنجاز العمل لجمع عينات من أعمال الطلاب من
أجل التتقييم في المستقبل. يقوم الطلاب والمعلمون بجمع هذه العينات بدون الانتظار في اتخاذ
القرارات النهائية حول ما سيتم إدراجه أو حذفه. في وقت لاحق، يمكن إدراج هذه العينات لتشكل
جزءا ضمن نوع آخر من ملفات الإنجاز. أما في الملفات التقويمية، فيستخدم المعلم المواد التي
تضمنتها العملية التعليمية لإنجاز التقويم المرحلي والختامي الخاص بتقدم الطلاب. هذا النوع لا
يشمل مجموعة كاملة من الأعمال، بل كمية محددة ليتم من خلالها تحديد درجة إتقان الطلاب
لعدد من المهارات في مجال معين. هناك نوع آخر من ملفات الإنجاز يُسمى ملف عرض الحالة
وهذا النوع يستخدم في عرض أفضل الأعمال التي قام بإنجازها الطالب، حيث يقوم الطالب
باختيار هذه الأعمال بنفسه. وفي الغالب يُستعمل هذا النوع من الملفات لإطلاع أولياء الأمورعلى
إنجازات أبنائهم. أخيرا، هناك نوع من الملفات يُسمى ملف الإنجاز الأرشيفي، وهذا النوع من
الملفات يتابع الطالب مع مرور الوقت. حيث يعرض الملف الأرشيفي الأعمال التي قام بها
الطالب خلال فترة دراسته، كما يمكن الاستفادة من هذا النوع من الملفات في تناقل معلومات
الطالب بين معلميه. إضافة إلى إمكانية قيام الطالب بنفسه بالنظر على التقدم الذي أحرزه خلال
فترات دراسته.
بتوظيف هذا النظام، سيتمكن الطلاب، المعلمون، وأحيانا الآباء من تحديد نماذج من أعمال
الطالب التي تم جمعها على مر)في العادة أربع (سنين من الدراسة، وذلك من أجل إثباث تحقق
التعلم والتقدم في الأداء خلال هذه السنوات. من خصائص التقييم القائم على ملفات الإنجاز أنه
يؤكد ويثبث أن عملية التعلم هي عرض تفاعلي للمعرفة إلى جانب استخدامه في تقييم عمليات
التعلم ومخرجاته. كما ويُستخدم التقييم البديل للتشجيع على مشاركة الطلاب في التقييم ولتشجيعهم
على التفاعل مع الطلاب الآخرين والمعلمين والآباء والمجتمع.

## الممارسين البارزين
- جيزيل أو مارتن مارتن كنيب
- مشروع E-scape من TERU ، Goldsmiths